# Fausto Leali
Fausto Leali (ur. 29 października 1944 w Nuvolento) – włoski piosenkarz, zwycięzca Festiwalu Piosenki Włoskiej w San Remo w 1989 z piosenką „Ti lascerò”, wykonaną w duecie z Anną Oxą, reprezentant Włoch podczas finału 34. Konkursu Piosenki Eurowizji w 1989 z piosenką „Avrei voluto”, wykonaną wspólnie z Anną Oxą. Znany z przeboju „A chi” (1. miejsce na liście najlepiej sprzedawanych singli we Włoszech w 1967 roku).

## Życiorys

### Początki
Fausto Leali urodził się w ubogiej rodzinie, jego ojciec był niezdolny do pracy. Po ukończeniu szkoły podstawowej pracował jako pomocnik piekarza, aby pomóc w utrzymaniu rodziny. Po pracy grywał na starej gitarze, znajdującej się na zapleczu piekarni. Z czasem został zaangażowany do gry w lokalnym zespole. W wieku zaledwie 13 lat uczestniczył w pierwszych konkursach piosenkarskich akompaniując sobie na gitarze podarowanej mu przez rodziców. Jego pierwszym nauczycielem gry na gitarze był Tullio Romano, członek zespołu Los Marcellos Ferial. Pod koniec lat 50. występował z różnymi orkiestrami pod pseudonimem Fausto Denis.

### Lata 60.
W 1960 roku rozpoczął występy z zespołem Novelty. Nagrał z nim, jako pierwszy we Włoszech, piosenki The Beatles „Please Please Me” i „She Loves You”, zaśpiewane w oryginalnym języku. W 1963 roku powrócił do swego prawdziwego nazwiska występując z dotychczasowym zespołem jako Fausto Leali & The Novelty w jednym z młodzieżowych klubów Mediolanu. W 1964 roku nagrał z Novelty swój pierwszy album. W 1965 roku wraz z I New Dada i Peppino di Caprim otwierał koncert The Beatles na mediolańskim welodromie Vigorelli. Potem odszedł od Novelty i rozpoczął działalność solową prezentując piosenki utrzymane w stylu soul i rhythm and blues: „La campagna in città”, „Portami tanto rose”, „Follie d’estate”, „Laura Storm”.
Sukces odniósł w 1967 roku prezentując piosenkę „A chi” (włoska wersja piosenki „Hurt”, pochodzącej z 1954 roku). Piosenka w czerwcu doszła do pozycji nr 1 na włoskiej liście przebojów, a cały 1967 rok zakończyła jako numer 1 najlepiej sprzedawanych singli we Włoszech. Została sprzedana w ilości niemal miliona egzemplarzy, a do dziś w blisko 6 milionach egzemplarzy na całym świecie, pozostając największym przebojem Fausta Leali, a zarazem ważnym utworem w historii włoskiej muzyki rozrywkowej.
Kolejny sukces Fausto Leali odniósł w 1968 roku z piosenką „Deborah” (napisaną przez Vito Pallaviciniego i Paola Conte) i utrzymaną w stylu rhythm and blues, który dotarł do Włoch pod koniec lat 60. Piosenkę Fausto Leali zaprezentował na Festiwalu Piosenki Włoskiej w San Remo w parze z jednym z idoli rhythm and bluesa, Wilsonem Pickettem; piosenka doszła do finału konkursu, uplasowała się wysoko na listach sprzedaży (osiągając w lutym 3. miejsce), a miarą jej popularności był fakt, iż wielu rodziców dało imię Deborah swym nowo narodzonym córkom (tak postąpił również sam Leali, gdy urodziła się jego córka). 
Po ślubie z byłą członkinią Clan Celentano, Mileną Cantù, Leali uplasował na szczycie klasyfikacji wersję „Angeli neri” (1968), która przyniosła mu określenie „biały Murzyn o głosie szorstkim i potężnym”. W tym samym roku wydał albumy Il negro bianco i Un attimo di blu. W 1969 roku brał udział w Festiwalu w San Remo z piosenką „Un’ora fa”.

### Lata 70.
W pierwszej połowie lat 70. Fausto Leali odnotował spadek popularności, ponieważ publiczność zwróciła się w stronę młodych kompozytorów. Po kilku niepowodzeniach (albumy Hippy i America, oba z 1971 roku, singiel „La bandiera di sole” z 1973 i album Amore dolce, amore amaro, amore mio zaczął odzyskiwać popularność w drugiej połowie lat 70. i na początku 80. Wyrazem tego były piosenki „Io camminerò” (wylansowana przez Umberta Tozziego w 1976 roku), „Vierno” (klasyk piosenki neapolitańskiej) i „Malafemmena” (słynna piosenka Totò). W 1977 roku wydał album Lealopol, zawierający kilka klasycznych piosenek neapolitańskich, zaśpiewanych w stylu soul.

### Lata 80.
Kolejne lata upłynęły artyście pod znakiem niepowodzeń, przerwanych singlem z piosenką „Via di qui”, którą zaśpiewał w duecie z Miną. W 1987 roku wystąpił na Festiwalu w San Remo, zajmując 4. miejsce z piosenką „Io amo”; w kolejnym roku był 5. z piosenką „Mi manchi”. W 1989 roku odniósł na Festiwalu w San Remo zwycięstwo wykonując w duecie z Anną Oxą piosenkę „Ti lascerò”. W tym samym roku podczas finału 34. Konkursu Piosenki Eurowizji artysta wspólnie z Anną Oxą wykonał piosenkę „Avrei voluto” (autorzy: Franco Fasano - Franco Ciani - Franco Berlincioni), która zdobyła 56 punktów zajmując 9. miejsce.

### Lata 90.
Lata 90 upłynęły Faustowi Leali pod znakiem kolejnych albumów: Saremo promossi (1992), Saremo promossi 2 (1994), Non solo blues (1996), Non solo blues 2 (Non ami che me) (1997), LealiLive (1999), Universo secondo me… io ti amo (2000).

### XXI wiek
Na początku 2002 roku wystąpił na Festiwalu w San Remo prezentując w parze z Luisą Corną piosenkę „Ora che ho bisogno di te”. W 2003 ponownie uczestniczył w Festiwalu, tym razem z piosenką „Eri tu”, która stała się sukcesem komercyjnym osiągając status platynowej płyty. Napisał, wspólnie z dziennikarzem Massimo Pogginim, autobiografię Notti piene di stelle, wydaną w 2014 roku przez wydawnictwo Rizzoli.